# Château de Bois-du-Maine
Le château de Bois-du-Maine ou Bois-de-Maine est situé sur la commune de Rennes-en-Grenouilles sur la rive sud de la Mayenne.

## Histoire
La présence d'un château est attestée depuis le XIe.
Les façades et toitures sont inscrites aux monuments historiques depuis 1967.

### Désignation
- Le Bois-Demane, XIVe siècle (Rymer, Fœdera[3]).
- Le Bois-Domayne, XIVe siècle. (Rymer, Fœdera[4]).
- Le Bois de Meyenne, 1568 (Insinuations ecclésiastiques[5]).
- Le Boisdemaine, 1663 (Registre paroissial).
- Domanium du Bois-de-Maine, 1686 (Insinuations ecclésiastiques[6]).
- Le Bois-de-Mayenne, château (Jaillot).
- Le Bois-de-Mayenne, village, (Carte de Cassini).
- Bois-du-Maine (Carte d'état-major).

### Description
Le château est situé sur la rive gauche de la Mayenne, qui n'est encore qu'un bien modeste cours d'eau. Il se compose d'un corps de logis flanqué aux extrémités Nord et Sud de deux grosses tours. Celle du Nord, dont la base baigne dans la Mayenne, est couronnée d'un rang de machicoulis ; c'est la seule partie du château qui soit ancienne, encore est-elle probablement pour l'abbé Angot postérieure au XIVe siècle.
Le château est décrit en 1415 comme « un hébergement clos à douves tout environ avec CCCL journaux de terre ». En 1604 c'est un « chasteau clos et environné de triples douves, pont levis, droit de forteresse, canonnières et arbalestrières ;… et dans l'enclos… une ancienne chapelle. ». En 1753, on mentionne un donjon avec créneaux pour la défense du château.
Le corps principal date du XVIIe siècle. Adelstan de Beauchêne, qui a pu étudier en détail l'édifice, a reconnu que l'aspect moderne n'est que de surface, dû à des restaurations du XVIIe siècle et du XVIIIe siècle ; que le gros œuvre est du XVe siècle et peut-être du XIVe siècle dans les parties basses.
La place ne dut jamais être forte que grâce aux eaux de la Mayenne qui pouvaient facilement inonder tous les abords. Le manoir possédait encore au commencement du XVIIe siècle douves, pont-levis, tours à canonnières et arbalétriers. Les caves qui s'étendent sous le corps principal, voûtées en berceau, sont selon l'abbé Angot particulièrement remarquables. Elles communiquent avec un caveau sous la grosse tour qui plonge dans la rivière, auquel on ne descend que par une échelle et qui n'est éclairé faiblement que par d'étroites meurtrières.

## Féodalité
Le Bois-du-Maine était possédé au commencement du XIIIe siècle par les seigneurs d'Averton qui la donnèrent ensuite en partage à quelque cadet de leur maison avec rétention de l'hommage. C'est ainsi qu'elle dut passer vers la fin du XIIIe siècle, ou au plus tard au commencement du XIVe siècle, aux de Boulay. La féodalité du Bois-de-Maine auquel était réunie celle du Boulay, s'étendait sur Rennes, Brétignolles, le Housseau, Melleray, Sept-Forges, Loré. Vers 1330 Guillaume de Boulay, chevalier, était seigneur du Bois de Maine. A Guillaume de Boulay avait succédé vers 1350 son frère Pierre de Boullay qui était prêtre. Nous savons aussi qu'il avait fait tenu, en son nom les pieds du Bois de Maine pendant plusieurs années « par avant que les Englois teinssent le fort du Bois de Maine ».
C'est en 1568 que le seigneur du Bois-de-Maine, François du Raynier, s'était fait donner « droit de sceaux et contracts » par René Bourré, son suzerain, seigneur du Vieil-Averton. Cette concession était certainement sans valeur, car elle était réservée au roi. Il y eut sans nul doute une forge à fabriquer le fer au Bois-de-Maine, car François de la Cigoigne se réserve, en 1638, le droit de relever son ancienne forge quand bon lui semblera.
La seigneurie, qualifiée quelquefois châtellenie (1770, 1777), quoiqu'on ne lui voie jamais les privilèges attachés à ce titre, était, par une anomalie qui ne s'explique que par un partage de fief très ancien, dans la mouvance de la châtellenie du Vieil-Averton. Elle donnait droit de patronage sur l'église de Rennes-en-Grenouilles. Le domaine fut divisé en Grand et Petit-Bois-de-Maine à la fin du XIVe siècle, et les deux parties ne furent réunies de nouveau qu'en 1619, par acquisition.

### Guerre de Cent Ans

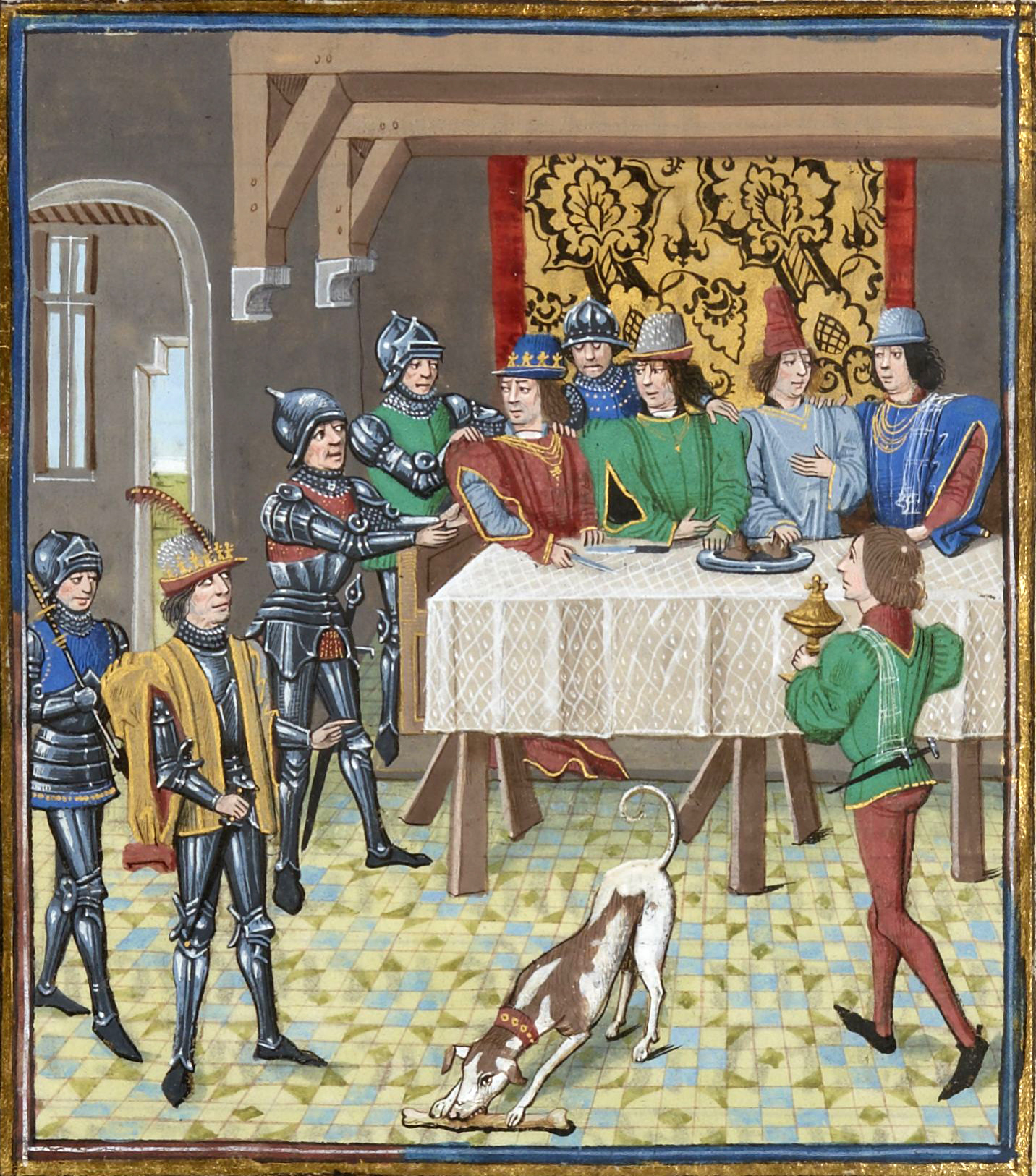
Arrestation de Charles le Mauvais dans la grande salle du logis royal du Château de Rouen

Dès le commencement de l'année 1356, Charles II, roi de Navarre, ayant été fait prisonnier au Château de Rouen, Philippe de Navarre, son frère courut aux armes, se jeta sur le Duché d'Alençon qu'il ravagea, et s'empara de Domfront, où il mit une garnison anglaise. La forteresse fut occupée, dès le commencement de l'année 1356 lors de la Chevauchée de Lancastre, par Henri de Grosmont, Duc de Lancastre, en même temps que Domfront, Messei, Condé-sur-Noireau, la Tour de Villiers, et eut pour capitaine Perrot Daigremont.
La garnison anglaise du Bois de Maine avait sans nul doute reçu pour mission d'assurer de ce côté la domination anglaise contre la garnison française qui, sous les ordres de Philippot de la Ferrière, s'était retranchée dans le Château de Lassay. Cette occupation dura près de dix ans.
Quoique le Traité de Brétigny (1360) eût stipulé l'évacuation pure et simple de ces lieux forts, Thomas Dowdall et Thomas Fogg, agissant au nom du Duc de Lancastre, ne consentirent à les vider que moyennant 20 000 écus d'or au coin du roi Jean II le Bon. Perrot Daigremont qui tenait le fort pour les Anglo-Navarrais, par traité fait avec Robert de La Porte, évêque d'Avranches « pour laisser en pais le pays et sujets de Monseigneur », exigea 2.200 royaux dont il donna quittance le 12 octobre 1361 et le 13 mars 1362 (n. s.).
Par un arrangement conclu au mois de mars 1361 (n. s.) entre Louis d'Harcourt et John Chandos, le Bois-de-Maine rentra le premier aux mains des Français, en attendant que toutes les conditions de paiement et d'otages fussent remplies pour les autres forteresses. En 1363, les stipendiés qui occupaient le Bois-de-Maine, stipendarii castri seu fortalicii vulgariter nuncupati le Bois de Maisne, Cenomanensis diœcesis, communiquaient avec Bascot de Maroul, qui se tenait à Avranches, faisant une guerre continuelle au pays, pillant tout le monde, guerram faciunt et depredant personas.
Le 5 décembre 1366, Thomas Dowdall, chevalier anglais, était en procès sur le sujet de l'arrangement de 1361, le somme n'était pas encore entièrement payée, au Parlement de Paris contre Pierre, seigneur de Tournebu, Jacques de la Coudraie, Guillaume du Melle, Jean, seigneur de Ferrières, Guillaume de la Pallu, Guillaume de la Burnache, chevaliers, Jean Boulet, bailli d'Alençon et du Perche, et Colin de Saint-Denis, écuyers.
Pierre de Boulay rentra en possession du manoir et de la terre du Bois de Maine. Il n'avait du reste plus que quelques années à vivre, car il était mort en 1370. Sa succession fut alors partagée entre Brient de Châteaubriant, chevalier, sire de Beaufort et de Chaulain, et Guillaume du Boisfroust
En 1418, après la conquête de la Normandie par Henri V, roi d'Angleterre, il ne semble pas que le château, ruiné sans doute, ait été occupé, mais Jean de Lancastre, Duc de Bedford avait donné la jouissance de la seigneurie du Boulay dont le Bois-de-Maine était une annexe, « à un nommé Erneust, » anglais. Lorsqu'en 1448, la région fut définitivement évacuée par les Anglais, le manoir et la terre du Bois de Maine revinrent à leurs propriétaires.

### Protestantisme
En 1583, Catherine de Chauvigné, dame du Bois-de-Maine, obtint du synode protestant de Vitré, présidé par Pierre Merlin, la concession d'un « chapelain ». L'hérésie notoire de cette dame ne l'empêchait pas de présenter des candidats à la cure de Rennes-en-Grenouille.

## Sources partielles
- « Château de Bois-du-Maine », dans Alphonse-Victor Angot et Ferdinand Gaugain, Dictionnaire historique, topographique et biographique de la Mayenne, Laval, A. Goupil, 1900-1910 [détail des éditions] (BNF 34106789, présentation en ligne)
- Adelstan de Beauchêne, Le Bois de Maine, Mamers, Fleury et Dangin, in-8 de 32 p. 1902.